# Доннхад мак Бриайн
Доннхад мак Бриайн (умер в 1064) — король Мунстера (1014—1064), верховный король Ирландии (1022—1064), младший сын Бриана Бору (941—1014), короля Мунстера (978—1014) и верховного короля Ирландии (1002—1014). Его матерью была Гормлет инген Мурхада (ум. 1030), дочь короля Лейнстера Мурхада Мак Финна (966—972).

## Исторический фон
Отец Доннхада мак Бриайна — Бриан Боройме (Бриан Бору) был первым верховным королём Ирландии, который утвердил свою власть по всей территории Ирландии, практически объединив страну и изгнав окончательно из Ирландии викингов. Он был первым верховным королём Ирландии за много веков, кто происходил не из рода Уи Нейллов, и не с севера Ирландии, а пред тем королём Мунстера. К тому более 600 лет верховными королями Ирландии были исключительно потомки верховного короля Нила (Ниалла) Девять Заложников. Не было еще ни одного верховного короли Ирландии из клана Дал Кайс (ирл. — Dál gCais) с земель Хомонд (ирл. — Thomond). С Мунстера очень редко были короли на троне верховных королей — даже в древние легендарные времена, в достоверности которых историки сомневаются. Фейдлимид мак Кримхайн — король Мунстера был близок к тому, чтобы захватить трон верховных королей Ирландии, но не все летописи с этим соглашаются, и далеко не все вожди кланов того времени признавали за ним этот титул. Также король Мунстера Кахал мак Фингуйне (ирл. — Cathal mac Finguine) претендовал на трон верховных королей Ирландии в 734—742 годах, но так и не добился этого. Кримптан мак Фидах (ирл. — Crimthann mac Fidaig) Мунстер в 351—368 годах был верховным королём Ирландии, до этого будучи королём Мунстера, но его приход к власти был результатом политического компромисса враждующих сторон — сам он не стремился трона верховных королей, хотя был успешным правителем.
Отец Доннхада мак Бриайна — Бриан Боройме (Бриан Бору) считается одним из наиболее выдающихся верховных королей Ирландии, построил большое количество крепостей, монастырей, замков, сумел объединить страну и окончательно разгромить викингов. Но он погиб во время решающей битвы с викингами во Клонтарфе 23 апреля 1014 года — на Страстную Пятницу.

## Биография
В 1014 году после смерти своих старших братьев Мурхада, Конора и Фланна, погибших вместе со своим отцом Брианом Бору, в битве при Клонтарфе, Доннхад мак Бриайн унаследовал королевский трон в Мунстере. В 1023 году по приказу Доннхада был убит его старший единокровный брат Таг мак Бриайн (985—1023), претендовавший на отцовский престол. «Летопись Тигернаха» сообщает, что это сделал Доннхад — то сам лично или это было сделано по его заказу. Также сообщается, что Доннхад мак Бриайн потерял правую руку в результате покушения на него в 1019 году.

Основные королевства Ирландии и королевство Миде — личное владение верховного короля Ирландии в XI веке.

Власть Доннхада мак Бриайна в отличие от его предшественников была шаткой. Более-менее спокойное правление было в 1022—1050 годах. В 1050-х годах он подвергся нападению со стороны непокорных вассалов — мелких ирландских королевств. По этими нападениями стоял его родной племянник Тойрделбах Уа Бриайн (ирл. — Toirdelbach Ua Briain) — сын Тага мак Бриайна.
Основными соперниками Доннхада мак Бриайна в борьбе за трон верховных королей Ирландии были: Диармайт мак Маэл-на-м-Бо (ирл. — Diarmait mac Maíl na mBó) — король Лейнстера (1042—1072) и Аэд Ин Гай Бернайг (ирл. — Áed in Gaí Bernaig) — король Коннахта (1046—1067). Диармайт был серьезной угрозой для власти Доннхада мак Бриайна. Кроме того, он заключил союз с королём Ольстера Ниалл мак Еохада (ирл. — Niall mac Eochada) и посадил на трон королевства Дублин своего сына Мурхада (ирл. — Murchad) в 1052 году. При этом он выгнал с трона родственника Доннхада — Ехмаркаха мак Рагнайлла (ирл. — Echmarcach mac Ragnaill). Тойрделбах (ирл. — Toirdelbach) начал конфликтовать с Аэдом ин Гай Бернайг в 1052 году — начались набеги и разграбление земли Туадмуму (ирл. — Tuadmumu). Сын Доннхада — Мурхад (ирл. — Murchad) был тяжело ранен в Корко Мруад (ирл. — Corco Mruad), что в нынешнем графстве Клэр в 1055 году. В 1058 году Тойрделбах получил неожиданную поддержку от Диармайта — короля Ленстера в войне королевств Лейнстер, Острайге против Доннхада в Лимерике. При этом Диармайт сжег Лимерик, чтобы он не достался врагам, а затем разбил коалицию врагов на горе Слиав г-Крот (ирл. — Sliabh gCrot), что в горах Галт. Но Ирландия все больше и больше погружалась в пучину братоубийственной междоусобной войны.
Власть Доннхада пала в 1063 году и он отправился в паломничество в Рим. Он умер там в 1064 году и был похоронен в базилике Санто Стефано аль Монте келий (итал. — Santo Stefano al Monte Celio).

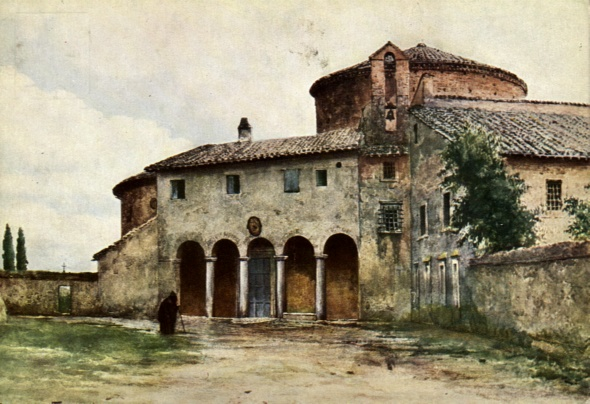
Базилика Санто-Стефано, где был похоронен Доннхад мак Бриайн. Рисунок Этторе Розлера Франца

Существует легенда, о которой Джеффри Китинг писал в своей «Истории Ирландии» (ирл. — Foras Feasa ar Éirinn). Якобы, Доннхад мак Бриайн получил корону верховного короля Ирландии из рук папы римского Урбана II. Но это является явным анахронизмом и ошибкой. Но многие политические деятели и историки упорно эту историю повторяли выдвигая её как антитезу к поступку Папы Адриана IV , который папской буллой короновал Генриха II — короля Англии как короля Ирландии. В то же время Джеффри Китинг скептически относится к ряду других легенд о пребывании Доннхада мак Бриайна в Риме, в частности относительно легенды о браке Доннхада мак Бриайна с дочерью императора Священной Римской империи и о двух сыновей от этого брака. Об этой легенде Джеффри Китинг пишет так: «Этого не может быть, потому что когда Доннхад мак Бриайн отправился в паломничество в Рим, ему было уже 80 лет, он был очень стар и вряд ли дочь императора захотела бы иметь женихом такого ветерана».